# Luc Barthassat

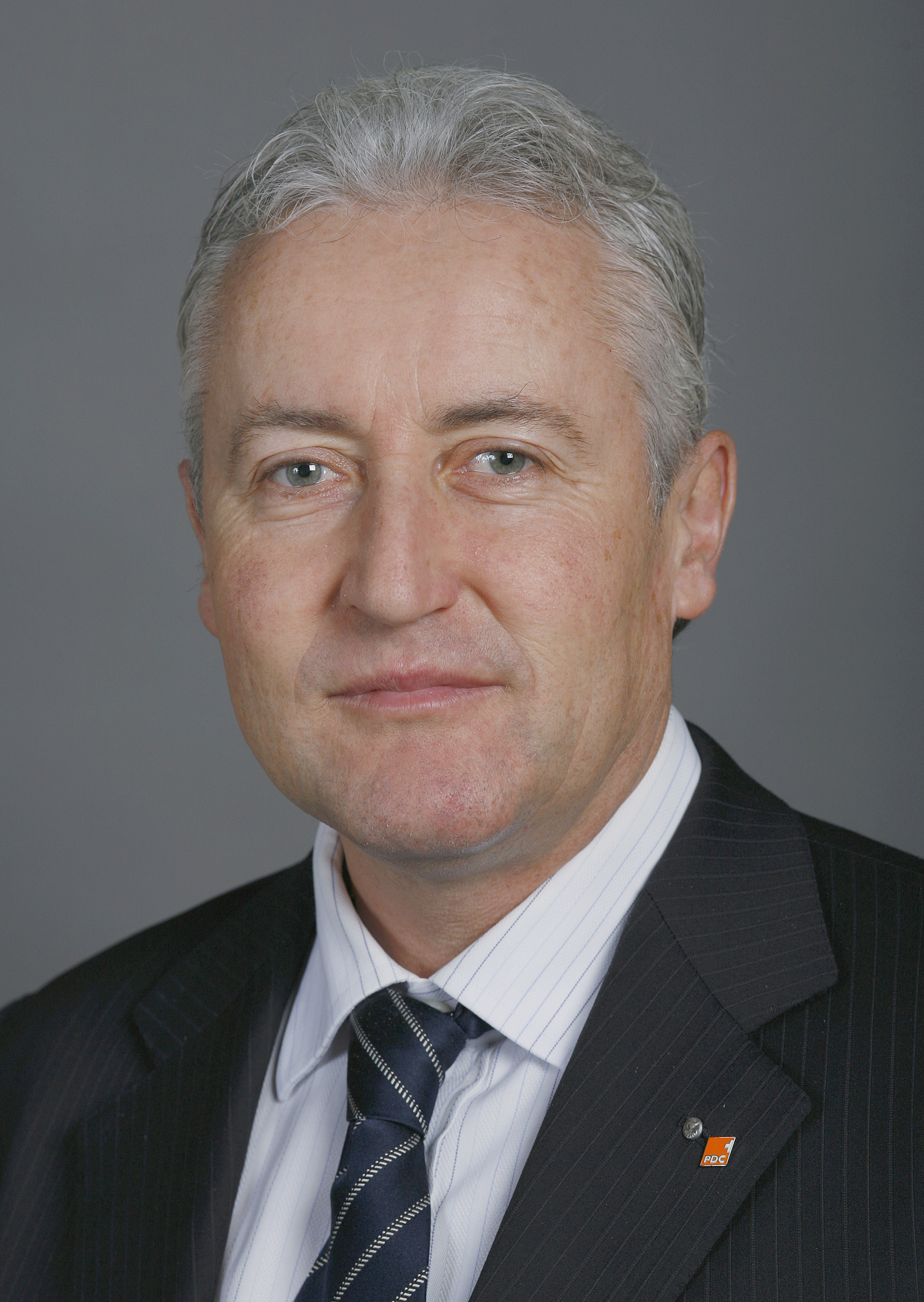
Luc Barthassat

Luc Barthassat (* 3. September 1960 in Bardonnex) ist ein Schweizer Politiker (Civis, vormals MCG und CVP).

## Biografie
Barthassat war hauptberuflich Landwirt und Winzer. Vom Oktober 1993 bis Oktober 2005 gehörte er für die CVP dem Grossen Rat des Kantons Genf an. Er rückte am 30. Mai 2005 für den zurückgetretenen Jean-Philippe Maitre in den Nationalrat nach und wurde in den Schweizer Parlamentswahlen 2007 sowie 2011 bestätigt. Er sass in der Kommissionen für Verkehr und Fernmeldewesen und der Sicherheitspolitische Kommissionen.
Am 27. November 2013 wurde Barthassat in die Genfer Kantonsregierung, den Staatsrat gewählt. Im Nationalrat rückte für ihn Guillaume Barazzone nach. 2018 wurde er mit deutlichem Abstand als Staatsrat abgewählt. 2019 wechselte Barthassat zum Mouvement citoyens genevois. Er trat im März 2020 als deren Kandidat für die fünfköpfige Genfer Stadtregierung an und erreichte im ersten Wahlgang den elften Platz. Bei den Wahlen zum Grossen Rat (Kantonsparlament) im April 2023 trat er mit einer neuen Liste an («Civis»), die jedoch nur 1,1 % der Stimmen erreichte und damit unter der Sieben-Prozent-Hürde blieb.
Luc Barthassat ist ledig und hat zwei Kinder.